# Trojan horse (single)
Trojan horse is een liedje van de Nederlandse meidengroep Luv'.
Het nummer werd geschreven door Piet Souer en Hans van Hemert onder het pseudeniem Janschen en Janschens. Van Hemert verzorgde ook de productie van het nummer. Het nummer stond 11 weken in de Nederlandse Top 40 met de eerste plaats als piekpositie. In de Nationale Hitparade stond de single 13 weken genoteerd,  waarvan 2 weken op de eerste plaats. Het lied is gebaseerd op Schotse doedelzakmuziek. In de loop der jaren werd het nummer door meerdere artiesten gecoverd.

## Hitnoteringen

### Nederlandse Top 40
| Hitnotering: 18-11-1978 t/m 03-02-1979 | Hitnotering: 18-11-1978 t/m 03-02-1979 | Hitnotering: 18-11-1978 t/m 03-02-1979 | Hitnotering: 18-11-1978 t/m 03-02-1979 | Hitnotering: 18-11-1978 t/m 03-02-1979 | Hitnotering: 18-11-1978 t/m 03-02-1979 | Hitnotering: 18-11-1978 t/m 03-02-1979 | Hitnotering: 18-11-1978 t/m 03-02-1979 | Hitnotering: 18-11-1978 t/m 03-02-1979 | Hitnotering: 18-11-1978 t/m 03-02-1979 | Hitnotering: 18-11-1978 t/m 03-02-1979 | Hitnotering: 18-11-1978 t/m 03-02-1979 | Hitnotering: 18-11-1978 t/m 03-02-1979 |
| Week                                   | 1                                      | 2                                      | 3                                      | 4                                      | 5                                      | 6                                      | 7                                      | 8                                      | 9                                      | 10                                     | 11                                     |                                        |
| -------------------------------------- | -------------------------------------- | -------------------------------------- | -------------------------------------- | -------------------------------------- | -------------------------------------- | -------------------------------------- | -------------------------------------- | -------------------------------------- | -------------------------------------- | -------------------------------------- | -------------------------------------- | -------------------------------------- |
| Nummer                                 | 21                                     | 11                                     | 3                                      | 2                                      | 1                                      | 2                                      | 4                                      | 6                                      | 11                                     | 17                                     | 37                                     | uit                                    |

### Nationale Hitparade
| Hitnotering: 25-11-1978 t/m 17-02-1979 | Hitnotering: 25-11-1978 t/m 17-02-1979 | Hitnotering: 25-11-1978 t/m 17-02-1979 | Hitnotering: 25-11-1978 t/m 17-02-1979 | Hitnotering: 25-11-1978 t/m 17-02-1979 | Hitnotering: 25-11-1978 t/m 17-02-1979 | Hitnotering: 25-11-1978 t/m 17-02-1979 | Hitnotering: 25-11-1978 t/m 17-02-1979 | Hitnotering: 25-11-1978 t/m 17-02-1979 | Hitnotering: 25-11-1978 t/m 17-02-1979 | Hitnotering: 25-11-1978 t/m 17-02-1979 | Hitnotering: 25-11-1978 t/m 17-02-1979 | Hitnotering: 25-11-1978 t/m 17-02-1979 | Hitnotering: 25-11-1978 t/m 17-02-1979 | Hitnotering: 25-11-1978 t/m 17-02-1979 |
| Week                                   | 1                                      | 2                                      | 3                                      | 4                                      | 5                                      | 6                                      | 7                                      | 8                                      | 9                                      | 10                                     | 11                                     | 12                                     | 13                                     |                                        |
| -------------------------------------- | -------------------------------------- | -------------------------------------- | -------------------------------------- | -------------------------------------- | -------------------------------------- | -------------------------------------- | -------------------------------------- | -------------------------------------- | -------------------------------------- | -------------------------------------- | -------------------------------------- | -------------------------------------- | -------------------------------------- | -------------------------------------- |
| Nummer                                 | 18                                     | 2                                      | 1                                      | 1                                      | 3                                      | 3                                      | 4                                      | 4                                      | 4                                      | 8                                      | 17                                     | 22                                     | 29                                     | uit                                    |